# Jardin d'hiver du palais de l'Élysée

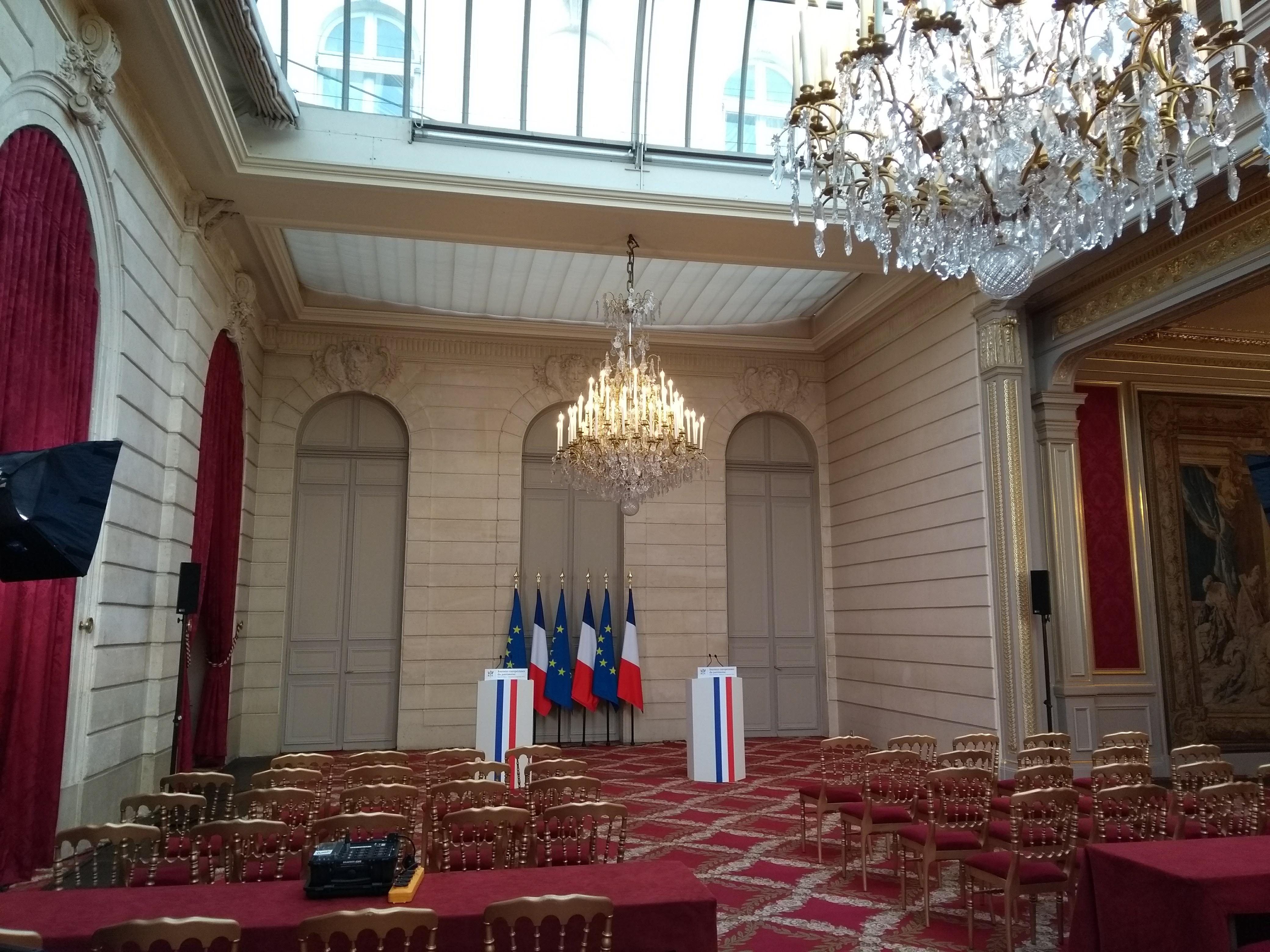
Le Jardin d'hiver.

Le jardin d'hiver du palais de l’Élysée est une pièce du palais de l'Élysée, résidence du président de la République. Le jardin d'hiver est inauguré en 1881, sous la présidence de Jules Grévy.

## Description
Servant en partie de prolongement à la salle des fêtes et de lieu de passage obligé pour accéder à celle-ci, c'est aujourd'hui un lieu de réception pouvant également servir à certaines conférences de presse et à des réunions de travail, voire à la cérémonie des vœux de début d'année et des remises de médailles lorsqu'il n'y a qu'un récipiendaire.
Il est éclairé par trois lustres de cristal datant du XIXe siècle (les mêmes que ceux de la salle des fêtes et du salon Napoléon III). Sur un mur est accrochée une tapisserie évoquant un épisode de la Bible, à savoir Héliodore chassé du Temple par les Anges après avoir volé son trésor. Reproduisant le tableau Héliodore chassé du temple de Raphaël, elle date de 1738 et fut tissée aux Gobelins.

## Histoire

### Troisième République
Sous la présidence de Jules Grévy, le jardin d'hiver est aménagé, à la demande du président, sous la forme d'une serre, qui abrite des plantes exotiques et dont les murs sont recouverts de treillage. La pièce peut dès lors servir au travail comme à des festivités. Grévy y organise un bal le 22 octobre 1881 pour le mariage de sa fille Alice Grévy avec l'escroc Daniel Wilson, qui sera à l'origine du scandale des décorations. 
Le président Sadi Carnot décide de l'aménagement de la salle des fêtes, qui retire progressivement au jardin d'hiver son rôle de salle de bal. 

### Cinquième République
Entièrement rénové par l'architecte Guy Nicot en deux vagues successives, respectivement en 1976 et 1984, il a perdu totalement son rôle original ; sa verrière et deux orangers provenant du domaine national de Versailles rappellent toutefois cette époque. Le jardin d'hiver est connu des Français pour avoir été utilisé par Valéry Giscard d'Estaing dans le cadre de son allocution au cours de laquelle le président dit au revoir à la nation.
Sous la présidence de Nicolas Sarkozy, des points de presse sont organisées dans le jardin d'hiver. 
Aujourd'hui, le jardin d'hiver est utilisé dans le cadre de réunions de travail. Patrice Duhamel et Jacques Santamaria notent que « le président y organise les remises de décorations lorsqu'il n'y a qu'un seul récipiendaire ».